# Moindre l'égyptologue
Joseph-Albert-Alfred Moindre, surnommé Moindre l'égyptologue, né le 13 février 1888 à Gerponville en Seine-Maritime et mort le 19 février 1965 à Erquery dans l'Oise, était marchand de fonds, négoce qu'il avait commencé à Paris en 1927. Déiste, féru  d'une religiosité fumeuse, préoccupé des affaires de L'Au-delà, il suivait des conférences spirites, visitait beaucoup les églises. Mais  il se maria civilement, enterra sa femme civilement et demanda à l'être de même lorsqu'il mourut en février 1965. On ne lui connaît aucun désordre psychologique grave. Il n'a jamais été interné. Ses travaux, essentiellement des dessins colorés sur papier, ou des gouaches sur carton, sont inspirés des églises, mais surtout des mythes de l'ancienne Égypte sans que l'on sache avec certitude quelle est la nature exacte des ornements dont ses personnages sont parés. Il se disait lui-même « égyptologue ».

## Le personnage
Le cabinet Moindre existait encore en 1965, date à laquelle Dubuffet a rédigé sa biographie. Moindre était bel homme, portant de grandes moustaches, d'une instruction sommaire. On le disait émotif, instable, autoritaire, despotique, époux d'une femme soumise qui l'admirait. Il avait  « l'esprit religieux », allait se recueillir dans les églises qui constituaient son lieu de promenade.  Ce qui ne l'empêchait pas d'être critique vis-à-vis du clergé et de faire le choix d'un mariage, puis d'un enterrement civil pour sa femme et lui-même.
Pendant la Seconde Guerre mondiale, il est nommé chef d'îlot de la défense passive, ce qui lui donne une autorité supplémentaire. Mais son despotisme  éloigne rapidement la plupart des amis du couple à l'exception  de quelques-uns, ceux préoccupés de spiritisme, avec lesquels il assistait à des séances spirites.
Par ailleurs, son goût pour les mythes de l'ancienne Égypte et sa fascination pour les figures hiératiques le conduisent à se proclamer égyptologue, d'autant plus qu'il avait compulsé un grand nombre de revues de vulgarisation sur le sujet. À partir de 1939, et jusqu'en 1952, il rédige « un émouvant registre  dans lequel il consignait toutes ses pensées intimes… qu'on jugera peut-être un peu  creuses, un peu verbales. Mais Moindre n'était pas un écrivain expérimenté et disposait d'un vocabulaire de fortune. »

## Les œuvres
Pendant toute la guerre et jusqu'au début des années 1950, il rédige son registre, mais c'est seulement à partir de 1940 qu'il commence à faire des dessins sur lesquels apparaissent le plus souvent la figure de Moïse, le sphinx, des têtes de pharaons . Il est très difficile d'interpréter le sens de ces travaux. S'y mélangent des personnages connus, des palais où les colonnes ne supportent pas de toitures, des perspectives aberrantes. Tous les dessins sont traités en couleurs très puissantes. L'œuvre la plus souvent reproduite est son Moïse. Dans un de ses écrits, il mentionne une communication qu'il aurait eu avec Moïse « je te demande de bien vouloir utiliser sur ma route Aménophis II pour me guider sur les sentiers divinisés du Sphynx et des pyramides, qui, à tes côtés, deviennent mes guides pour terminer ma mission actuelle. » Michel Thévoz a déjà évoqué « l'alibi spirite » pour définir l'attitude de ces  créateurs qui n'osaient pas être des artistes et qui prétendaient que leur main était guidée par les esprits pour s'excuser d'accéder à la création,  à propos d'Augustin Lesage.

## Œuvres
- Temple, sphinx et pyramides, gouache sur papier à dessin 51 × 41,6 cm  présentée à l'exposition d'art brut du musée des arts décoratifs avec onze autres de ses œuvres dont Moïse[9]
- Sans titre, date inconnue, gouache sur papier-carton 45 × 58 cm, représente un étrange palais oriental avec des colonnades et des statues de pharaons[10]
- Moise,  (entre 1940 et 1947) gouache sur papier
- Moïse et Horus, 1950,  gouache sur papier 26,6 × 35,3 cm conservé au Musée d'art moderne de Villeneuve d'Ascq[11]